# Andrew Kauffman
Andrew Kauffman (27. listopadu 1920 – 24. prosince 2002) byl americký horolezec, jehož největší úspěch byl prvovýstup na 8068 metrů vysoký vrchol Gašerbrumu I.
Narodil se v roce 1920 ve městě Filadelfie ve státě Pensylvánie. Studoval na Harvardově univerzitě, kde byl vedoucím tamního horolezeckého klubu. Po dokončení studií pracoval pro Ministerstvo zahraničí Spojených států amerických. Podílel se na mnoha amerických expedicích do nejvyšších hor světa, zejména do And, Himálají a Karakoramu. V roce 1958 se zúčastnil úspěšné expedice na Gašerbrum I, na jehož vrcholu stanul spolu s Peterem Schoeningem. Jednalo se o vůbec první úspěšný výstup lidí na tuto osmitisícovku. Později byl ředitelem Amerického horolezeckého svazu.

## Úspěšné výstupy
- 1946 – Mount Saint Elias (5489 m n. m.)
- 1958 – Gašerbrum I (8068 m n. m.)